# Nick Alpiger
Nick Alpiger (* 5. Dezember 1996) ist ein aktiver Schweizer Schwinger.

## Karriere als Schwinger
Nick Alpiger gewann am Eidgenössischen Schwingfest 2016 in Estavayer-le-Lac den Eidgenössischen Kranz.
Alpiger konnte bisher 5 Kranzfestsiege feiern, davon 1 Teilverbandsfest (Innerschweizer Schwingfest 2019 in Flüelen) und 4 Kantonale (Baselstädtisches Schwingfest 2017 und 2019, Aargauer Kantonalschwingfest 2018 in Aarau Rohr, Baselbieter Kantonalschwingfest 2018 in Schönenbuch).
Dazu kommen 9 Teilverbandskränze (5 NWSV, 2 ISV, 1 SWSV, 1 BKSV), 11 Bergkränze (3 Stoos, 3 Weissenstein, 2 Brünig, 2 Rigi, 1 Schwägalp) und Schlussgangteilnahmen am Nordwestschweizer Teilverbandsfest 2015, am Basellandschaftlichen Kantonalfest 2015 und am Solothurner Kantonalfest 2018.
Weiter konnte er bisher 13 regionale Festsiege feiern (Homberg-Schwinget 2015/2017, Jahresschwinget Thun 2016, Guggibad-Schwinget 2016/2019, Zurzibiet-Schwinget 2017/2018/2019, Fricktaler Abendschwinget 2017/2018, Bözberg-Schwinget 2018, Hallenschwinget Brunegg 2019, Schachen-Schwinget Aarau 2019), Teilnahme Unspunnen-Schwinget 2017 (Rang 5)).
In der offiziellen Jahrespunkteliste des Eidgenössischen Schwingerverbands belegte Alpiger 2019 den 9. Rang.

## Leben
Nick Alpiger wohnt in Seon. Er ist der Grossneffe des ehemaligen Skirennfahrers Karl Alpiger.